# Hagaste
Hagaste − wieś w Estonii, w prowincji Hiuma, w gminie Pühalepa.

## Nazwa
Według estońskiej lingwistki, Marji Kallasmaa, nazywa wsi wywodzi się od estońkiego słowa haga, które oznacza gałąź.